# Губерт Форстінгер
Губерт Форстінгер (нім. Hubert Forstinger, нар. 2 вересня 1946) — колишній австрійський футбольний арбітр . Був арбітром ФІФА з 1987 по 1995 рік.

## Кар'єра
У 1984 році він став арбітром австрійської Бундесліги, а у 1987 році — міжнародним арбітром ФІФА, після чого став судити матчі національних збірних, а також єврокубки. Був одним з головних арбітрів на молодіжному чемпіонаті світу 1989 року у Саудівській Аравії, відсудивши дві гри, а також на чемпіонаті Європи 1992 року у Швеції, де відпрацював 1 матч на груповому етапі. Завершив суддівську кар'єру у 1995 році.

## Міжнародні матчі
| Дата                | Суперники              | Результат | Турнір                    | ЖК | YK · RK | RK |
| ------------------- | ---------------------- | --------- | ------------------------- | -- | ------- | -- |
| 20 грудня 1987      | Мальта — Португалія    | 0 — 1     | Кваліфікація на Євро-1988 | 3  | 0       | 0  |
| 27 квітня 1988      | Чехословаччина — СРСР  | 1 — 1     | Товариський матч          | ?  | ?       | ?  |
| 2 листопада 1988    | Румунія — Греція       | 3 — 0     | Кваліфікація на ЧС-1990   | ?  | ?       | ?  |
| 6 вересня 1989      | Швеція — Англія        | 0 — 0     | Кваліфікація на ЧС-1990   | ?  | ?       | ?  |
| 15 листопада 1989   | Англія — Італія        | 0 — 0     | Товариський матч          | ?  | ?       | ?  |
| 12 вересня 1990     | СРСР — Норвегія        | 2 — 0     | Кваліфікація на Євро-1992 | ?  | ?       | ?  |
| 12 жовтня 1991      | Іспанія — Франція      | 1 — 2     | Кваліфікація на Євро-1992 | 5  | 0       | 0  |
| 13 листопада 1991   | Польща — Англія        | 1 — 1     | Кваліфікація на Євро-1992 | ?  | ?       | ?  |
| 17 червня 1992 року | Данія — Франція        | 2 — 1     | Євро-1992                 | 6  | 0       | 0  |
| 14 жовтня 1992      | Шотландія — Португалія | 0 — 0     | Кваліфікація на ЧС-1994   | ?  | ?       | ?  |
| 16 серпня 1994      | Словаччина — Мальта    | 1 — 1     | Товариський матч          | 2  | 0       | 0  |